# Падина (Мерошина)
Падина је насеље у Србији у општини Мерошина у Нишавском округу. Према попису из 2022. било је 286 становника (према попису из 1991. било је 360 становника).

## Демографија
У насељу Падина живи 309 пунолетних становника, а просечна старост становништва износи 41,9 година (41,0 код мушкараца и 42,7 код жена). У насељу има 103 домаћинства, а просечан број чланова по домаћинству је 3,59.
Ово насеље је великим делом насељено Србима (према попису из 2002. године).
|  |

| Демографија | Демографија | Демографија |
| Година      | Становника  | Становника  |
| ----------- | ----------- | ----------- |
| 1948.       | 412         |             |
| 1953.       | 439         |             |
| 1961.       | 447         |             |
| 1971.       | 415         |             |
| 1981.       | 429         |             |
| 1991.       | 360         | 359         |
| 2002.       | 370         | 375         |
| 2011.       | 405         |             |

| Етнички састав према попису из 2002.‍ | Етнички састав према попису из 2002.‍ | Етнички састав према попису из 2002.‍ | Етнички састав према попису из 2002.‍ | Етнички састав према попису из 2002.‍ |
| ------------------------------------ | ------------------------------------ | ------------------------------------ | ------------------------------------ | ------------------------------------ |
|                                      |                                      |                                      |                                      |                                      |
| Срби                                 | Срби                                 |                                      | 356                                  | 96,21%                               |
| Словенци                             | Словенци                             |                                      | 1                                    | 0,27%                                |
| непознато                            | непознато                            |                                      | 11                                   | 2,97%                                |

| Година пописа     | 1948. | 1953. | 1961. | 1971. | 1981. | 1991. | 2002. |
| ----------------- | ----- | ----- | ----- | ----- | ----- | ----- | ----- |
| Број домаћинстава | 62    | 67    | 83    | 96    | 102   | 95    | 103   |

| Број чланова      | 1  | 2  | 3  | 4  | 5  | 6  | 7 | 8 | 9 | 10 и више | Просек |
| ----------------- | -- | -- | -- | -- | -- | -- | - | - | - | --------- | ------ |
| Број домаћинстава | 10 | 27 | 15 | 21 | 11 | 13 | 5 | 0 | 1 | 0         | 3,59   |

| Пол    | Укупно | Неожењен/Неудата | Ожењен/Удата | Удовац/Удовица | Разведен/Разведена | Непознато |
| ------ | ------ | ---------------- | ------------ | -------------- | ------------------ | --------- |
| Мушки  | 169    | 52               | 107          | 9              | 1                  | 0         |
| Женски | 149    | 18               | 111          | 18             | 2                  | 0         |
| УКУПНО | 318    | 70               | 218          | 27             | 3                  | 0         |

| Пол    | Укупно                    | Пољопривреда, лов и шумарство | Рибарство                            | Вађење руде и камена | Прерађивачка индустрија       |
| ------ | ------------------------- | ----------------------------- | ------------------------------------ | -------------------- | ----------------------------- |
| Мушки  | 107                       | 53                            | 0                                    | 0                    | 9                             |
| Женски | 43                        | 34                            | 0                                    | 0                    | 1                             |
| УКУПНО | 150                       | 87                            | 0                                    | 0                    | 10                            |
| Пол    | Производња и снабдевање   | Грађевинарство                | Трговина                             | Хотели и ресторани   | Саобраћај, складиштење и везе |
| Мушки  | 0                         | 13                            | 3                                    | 2                    | 11                            |
| Женски | 0                         | 1                             | 1                                    | 1                    | 1                             |
| УКУПНО | 0                         | 14                            | 4                                    | 3                    | 12                            |
| Пол    | Финансијско посредовање   | Некретнине                    | Државна управа и одбрана             | Образовање           | Здравствени и социјални рад   |
| Мушки  | 0                         | 1                             | 8                                    | 2                    | 1                             |
| Женски | 0                         | 0                             | 0                                    | 0                    | 2                             |
| УКУПНО | 0                         | 1                             | 8                                    | 2                    | 3                             |
| Пол    | Остале услужне активности | Приватна домаћинства          | Екстериторијалне организације и тела | Непознато            | Непознато                     |
| Мушки  | 4                         | 0                             | 0                                    | 0                    | 0                             |
| Женски | 0                         | 0                             | 0                                    | 2                    | 2                             |
| УКУПНО | 4                         | 0                             | 0                                    | 2                    | 2                             |